# Micraster decipiens
Espèce
Synonymes
- Spatangus decipiens Bayle, 1878 (protonyme)

Micraster decipiens est une espèce éteinte d'oursins de la famille des Micrasteridae et du genre Micraster, elle date du Crétacé supérieur .

## Morphologie
« Espèce d'assez forte taille, avec un sillon antérieur peu profond et plus large que celui du Micraster coranguinum qui échancre faiblement le pourtour. Sa face supérieure assez renflée est large en arrière avec une carène. L'apex est excentrique en avant, avec le sommet un peu en arrière. À la face inférieure le sillon antérieur se creuse pour recevoir le péristome qui est assez éloigné du bord ; la lèvre sternale est moins saillante que dans le Micraster coranguinum. Le périprocte est placé au haut de la face postérieure. L'ambulacre impair est, comme dans le Micraster coranguinum, composé de pores ronds, petits, séparés par un granule, et placés au fond d'une dépression du test. Les ambulacres paris sont très différents par leurs pores plus développés et inégaux ; ils sont relativement courts, surtout les postérieurs. Leurs zones interporifères sont composées de bourrelets granuleux, séparés par un sillon médian bien prononcé. »

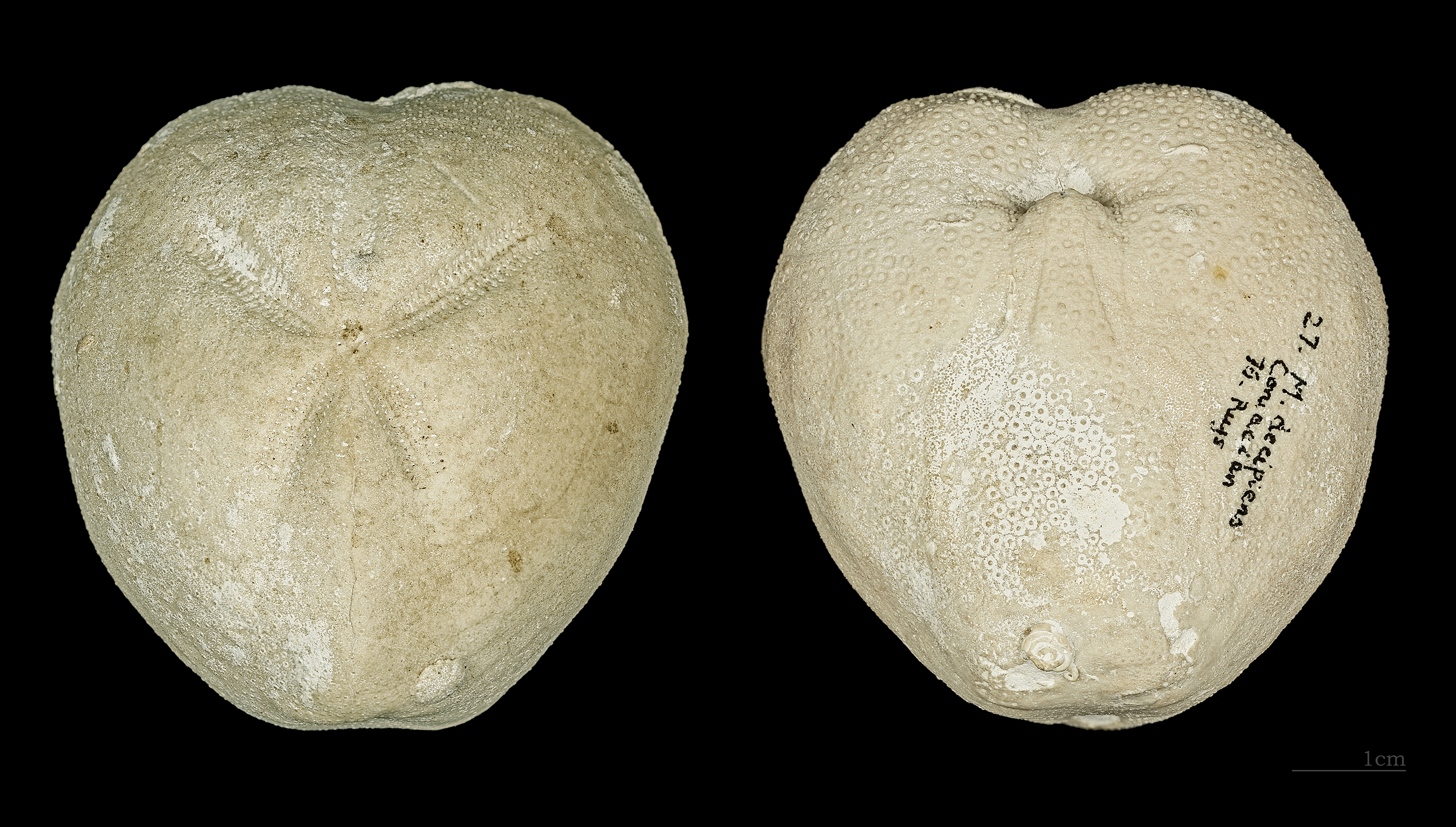
Micraster decipiens Coniacien du Puys (Dieppe) MHNT

## Stratigraphie
Extension stratigraphique : de la partie supérieure du Turonien (ex-Angoumien) au Coniacien.

## Répartition
Ils sont répartis en Amérique, Europe, Antarctique et Afrique.[réf. souhaitée]

## Systématique
L'espèce Micraster decipiens a été décrite par le paléontologue français Émile Bayle en 1878, sous le nom initial de Spatangus decipiens.